# Igihalki
Igihalki   (segle XV aC - segle XV aC) o Igi-ḫalki va ser rei d'Elam. El seu nom apareix en diverses inscripcions com a fundador d'una nova dinastia, la dinastia dels Igihàlquides. Va governar cap a l'any 1400 aC, sense que es pugui especificar en quins anys ho va fer.
L'ascens al tron d'aquest rei només es coneix per una inscripció trobada en un jaciment proper a Haft Tepe, on es diu que va rebre el títol de rei de mans de la deessa Manzat-Ištar, després de restaurar un santuari que li era dedicat. Com que la inscripció no menciona el nom del seu pare ni dels seus ancestres reials, s'ha suposat que va arribar al poder mitjançant un cop d'estat. Alguns estudiosos pensen que podria haver estat instal·lat al tron pel rei cassita de Babilònia Kurigalzu I, que va conquerir Susa en aquella època.